# Assaigs sobre empirisme radical
Assaigs sobre empirisme radical, de William James, és una col·lecció editada i publicada pòstumament pel seu company i biògraf Ralph Barton Perry el 1912. La formen deu articles d'una col·lecció de dotze reimpresos publicats de 1904 a 1905 que James havia deixat l'agost de 1906 a la biblioteca de la Universitat Havard, en el Departament de Filosofia per a ús dels seus alumnes. Perry reemplaçà dos assaigs de la llista amb altres, dels quals un no existia abans.
És una col·lecció d'assaigs que s'escrigueren durant un cert període, sense haver estat seleccionats ni reunits per l'autor: per això no és una exposició sistemàtica dels seus pensaments, malgrat que Perry en suggereix el contrari en el prefaci. Aquesta circumstància, sumada a l'evolució de la postura filosòfica de James, ha causat una àmplia variació en la comprensió i l'opinió crítica de l'empirisme radical.

## Història

### Col·lecció no publicada de 1906
Aquesta és la col·lecció original d'articles de James (a la Universitat Harvard al voltant de 1912), amb les dates de publicació:
1. "Existeix la consciència?" (setembre, 1904)
2. "La Notion de Conscience" (en francès, juny, 1905)
3. "Un món de pura experiència" (setembre-octubre, 1904)
4. "El mètode pragmàtic" (desembre, 1904)
5. "Les coses i les seues relacions" (gener, 1905)
6. "L'essència de l'humanisme" (març, 1905)
7. "Com poden dues ments saber una cosa" (març, 1905)
8. "És solipsisme l'empirisme radical?" (abril, 1905)
9. "El lloc dels fets afectius en un món de pura experiència" (maig, 1905)
10. "L'experiència de l'activitat" (gener, 1905)
11. "Humanisme i veritat" (octubre, 1904)
12. "Humanisme i veritat una altra vegada" (abril, 1905)

### La llista de James de 1907
A mitjan 1907 James preparà una llista de 15 assaigs com a anticipació a un llibre titulat Assaigs sobre empirisme radical. Dos dels assaigs de la col·lecció de 1906 no apareixen en aquesta llista. "El mètode pragmàtic" s'adaptà com a tercer capítol de Pragmatisme. "Humanisme i veritat una altra vegada" s'ajuntà amb "Humanisme i veritat" en el llibre El significat de la veritat de 1909.
Els plans de James per a un llibre sobre empirisme radical basat en aquesta llista mai s'acompliren. Pragmatisme es publica al juny de 1907, i tingué una bona recepció. En la primavera de 1909 James reuní material per a un llibre de seguiment: El significat de la veritat (SV). La seua llista de 1907 fou víctima de la necessitat de la immediatesa del llibre. Els dos títols ratllats van ser fets per James en la seua llista real. Les notes a la dreta foren afegides per deixar clar quins assaigs s'utilitzaren després:
1. "La funció de la cognició" (1885) → SV
2. "El coneixement de les coses juntes" (1895) → extret d'"Els tigres a l'Índia" → SV
3. "Existeix la consciència?"
4. "Un món de pura experiència" → extret de "La relació entre el coneixedor i el conegut" → SV
5. "La Notion de Conscience"
6. "L'essència de l'humanisme" → SV
7. "Com poden dues ments saber una cosa"
8. "És solipsisme l'empirisme radical?"
9. "El lloc dels fets afectius en un món de pura experiència"
10. "Humanisme i veritat" → extracte extra d'"Humanisme i veritat una altra vegada" → SV
11. "Les coses i les seves relacions" publicat el 1909 com a Apèndix A, "Un univers pluralista" (UP)
12. "La controvèrsia de la veritat" (1907)
13. "Una paraula més de debò" (1907) → SV
14. "Pratt sobre la veritat" (1907) → SV
15. "L'experiència de la veritat" publicat el 1909 com a Apèndix B, UP

### El llibre de 1912 de Perry
Després de la mort de James, Ralph Perry considerà apropiat reunir un llibre sobre empirisme radical, i sintetitzà la llista anterior per arribar-ne a aquesta:
1. "Existeix la consciència?"
2. "Un món de pura experiència"
3. "Les coses i les seues relacions"
4. "Com poden dues ments saber una cosa"
5. "El lloc dels fets afectius en un món de pura experiència"
6. "L'experiència de l'activitat"
7. "L'essència de l'humanisme"
8. "La Notion de Conscience"
9. "És solipsisme l'empirisme radical?"
10. "La refutació de Mr. Pitkin a l'empirisme radical" (1906, addició de Perry)
  1. "Una resposta a Mr. Pitkin" (1907)
11. "Humanisme i veritat una altra vegada"
12. "Absolutisme i empirisme" (1884, addició de Perry)

Harvard hi afegí un article, "La controvèrsia de la veritat", de la llista de James de 1907 a la seua edició crítica de 1976.